# Sasahara Shuhei
Shuhei Sasahara (sinh ngày 22 tháng 11 năm 1996) là một cầu thủ bóng đá người Nhật Bản.

## Sự nghiệp câu lạc bộ
Shuhei Sasahara đã từng chơi cho Sagan Tosu.